# Radostice (przystanek kolejowy)
Radostice – przystanek kolejowy w Radosticach, w kraju południowomorawskim, w Czechach. Znajduje się na wysokości 305 m n.p.m. Położony jest w zachodniej części miejscowości.
Jest zarządzany przez Správę železnic. Na przystanku nie ma możliwości zakupu biletów, a obsługa podróżnych odbywa się w pociągu.

## Linie kolejowe
- 244 Brno - Hrušovany nad Jevišovkou